# 李經 (成化己丑進士)
李經（1443年—？），字大經，山西澤州陽城縣人，民籍。明朝政治人物。進士出身。

## 生平
山西鄉試第六名。成化五年（1469年）乙丑科會試第一百七十四名，殿試登進士第三甲第二名。

## 家族
曾祖父李伯順。祖父李華，曾任訓導。父亲李珩，曾任訓導。